# EtherNet/IP
| Familie: | Internetprotokollfamilie |                 |                 |                 |                 |
| Einsatzgebiet: | Automatisierungstechnik  |                 |                 |                 |                 |
| Port: | 2222/UDP 44818/TCP       |                 |                 |                 |                 |
| \| Anwendung \| EtherNet/IP \| EtherNet/IP \| EtherNet/IP \| EtherNet/IP \| EtherNet/IP \| \| ---------- \| --------------- \| --------------- \| --------------- \| --------------- \| --------------- \| \| Transport \| UDP \| UDP \| TCP \| TCP \| TCP \| \| Internet \| IP (IPv4, IPv6) \| IP (IPv4, IPv6) \| IP (IPv4, IPv6) \| IP (IPv4, IPv6) \| IP (IPv4, IPv6) \| \| Netzzugang \| Ethernet \| Token Bus \| Token Ring \| FDDI \| … \| |                          |                 |                 |                 |                 |
| Anwendung | EtherNet/IP              | EtherNet/IP     | EtherNet/IP     | EtherNet/IP     | EtherNet/IP     |
| Transport | UDP                      | UDP             | TCP             | TCP             | TCP             |
| Internet | IP (IPv4, IPv6)          | IP (IPv4, IPv6) | IP (IPv4, IPv6) | IP (IPv4, IPv6) | IP (IPv4, IPv6) |
| Netzzugang | Ethernet                 | Token Bus       | Token Ring      | FDDI            | …               |

EtherNet/IP (EtherNet Industrial Protocol, oft auch nur EIP genannt) ist ein Echtzeit-Ethernet, welches hauptsächlich in der Automatisierungstechnik verwendet wird. Neben Profinet, EtherCAT und Modbus/TCP ist EtherNet/IP ein Ethernet-basierter Feldbus.
EtherNet/IP wurde von Allen-Bradley (gehört zu Rockwell Automation) entwickelt und später als offener Standard an die Open DeviceNet Vendor Association (ODVA) übergeben. 1998 wurde von einem Arbeitskreis der ControlNet International ein Verfahren entworfen, um das bereits veröffentlichte Applikationsprotokoll Common Industrial Protocol auf Ethernet zu setzen. Auf diesem Verfahren basierend wurde im März 2000 EtherNet/IP als offener Industriestandard veröffentlicht. Daran waren die ControlNet International (CI), die Open DeviceNet Vendor Association (ODVA) sowie die Industrial Ethernet Association (IEA) beteiligt. EtherNet/IP ist in der Normenreihe für Feldbusse IEC 61158 standardisiert. Das „IP“ in EtherNet/IP steht für „Industrial Protocol“.
Basierend auf den grundlegenden TCP/IP-Protokollen TCP und UDP unterstützt EtherNet/IP die Durchgängigkeit zwischen Officenetzwerk und der zu steuernden Anlage. EtherNet/IP Endgeräte unterstützen DHCP und BootP bei der Vergabe der IP-Adresse. Dadurch benötigt EtherNet/IP keine spezielle Hardware, sondern läuft auf regulärer Netzwerktechnik. Zur Inbetriebnahmeunterstützung (Diagnose) von EIP-Netzen kann der im Interfacemodul der SPS integrierte Webserver benutzt werden, oder die in anderen EtherNet/IP-Geräten enthaltenen Webserver.
Hinsichtlich der zeitlichen Korrektheit spricht man bei EtherNet/IP von einem Soft-Realtime-System. Im Gegensatz zu „harter“ Echtzeit, also echten Garantien bzgl. der maximalen Ausführungszeit, wird hier nur angestrebt, dass das System typischerweise schnell genug die Daten im Netzwerk verteilt. Die Zykluszeit liegt dabei im Bereich von einer bis einigen hundert Millisekunden, was für sehr viele industrielle Anforderungen ausreichend ist. Mit den Erweiterungen CIPSync und CIPMotion wurde eine Zeitsynchronisation gemäß IEEE1588 hinzugefügt, die zusätzlich eine präzise globale Taktung der Teilnehmer bis in den Sub-Mikrosekundebereich ermöglicht, und so zum Beispiel eine verteilte synchrone Ansteuerung von Servo-Motoren erlaubt.
Für Anwendungen in der Prozessindustrie kann Ethernet/IP über Ethernet APL eingesetzt werden.
Eine quelloffene Implementierung des EtherNet/IP Stacks namens OpENer findet sich auf GitHub.